# Шейді-Спрінг (Західна Вірджинія)
Шейді-Спрінг (англ. Shady Spring) — переписна місцевість (CDP) в США, в окрузі Релей штату Західна Вірджинія. Населення — 3169 осіб (2020).

## Географія
Шейді-Спрінг розташоване за координатами 37°42′13″ пн. ш. 81°5′27″ зх. д. / 37.70361° пн. ш. 81.09083° зх. д. (37.703730, -81.090845).  За даними Бюро перепису населення США в 2010 році переписна місцевість мала площу 15,90 км², з яких 15,73 км² — суходіл та 0,17 км² — водойми.

## Демографія
Згідно з переписом 2010 року, у переписній місцевості мешкало 2998 осіб у 1173 домогосподарствах у складі 870 родин. Густота населення становила 189 осіб/км².  Було 1299 помешкань (82/км²).
Расовий склад населення:
| - 98,2 % — білих - 0,7 % — азіатів - 0,2 % — чорних або афроамериканців |

До двох чи більше рас належало 0,8 %. Частка іспаномовних становила 0,3 % від усіх жителів.
За віковим діапазоном населення розподілялося таким чином: 26,1 % — особи молодші 18 років, 59,4 % — особи у віці 18—64 років, 14,5 % — особи у віці 65 років та старші. Медіана віку мешканця становила 38,4 року. На 100 осіб жіночої статі у переписній місцевості припадало 97,0 чоловіків;  на 100 жінок у віці від 18 років та старших — 96,1 чоловіків також старших 18 років.
Середній дохід на одне домашнє господарство  становив 71 422 долари США (медіана — 54 725), а середній дохід на одну сім'ю — 86 887 доларів (медіана — 70 978). Медіана доходів становила 60 273 долари для чоловіків та 40 726 доларів для жінок. За межею бідності перебувало 9,5 % осіб, у тому числі 7,9 % дітей у віці до 18 років та 9,2 % осіб у віці 65 років та старших.
Цивільне працевлаштоване населення становило 1368 осіб. Основні галузі зайнятості: освіта, охорона здоров'я та соціальна допомога — 33,0 %, роздрібна торгівля — 13,8 %, публічна адміністрація — 11,9 %.